# 大塚武
大塚 武（おおつか たけし、1917年（大正6年）1月9日 - 1983年（昭和58年）8月30日頃）は、日本の銀行家。北洋相互銀行取締役社長、日本銀行事務管理部長、北海道経営者協会会長などを歴任した。

## 来歴・人物
静岡県静岡市出身。静岡県立静岡中学校を経て、1941年東京商科大学（現・一橋大学）を卒業。卒業と同年に日本銀行に入行する。学生時代は年間百日以上も山登りに費やしたが、高橋泰蔵ゼミナールでは抜群の成績で、入行後も、2度ぐらい大学に戻らぬかといわれた逸材であった。
1953年に通商産業省に出向する。日銀に戻って外国為替局次長、新潟支店長を歴任後、1964年から札幌支店長を務め、大学同窓の森鼻武芳（のちに北海道銀行頭取）とゴルフや囲碁を嗜み、交遊を持つようになる。1967年事務管理部長に就任。
1970年に北洋相互銀行専務取締役に転じ、1971年に社長、1982年に会長に退く。
北海道経営者協会会長、日本経営者団体連盟常務理事、経済団体連合会評議員、北海道経済連合会常任理事、北海道雇用促進協会会長等も歴任した。

### 遭難死
東京商大予科に入学と同時に山岳部に入部。学生時代は数々の登攀を行うが、厳冬期の初登攀である1939年12月の滝谷第4尾根（穂高岳）登攀は、大塚自身も快心だったと思っていたとみられている。
1975年、日本山岳会北海道支部長に就任。1983年8月27日、一人で神威岳に登りに行き、28日下山の予定だったが、9月4日、中ノ川源流標高約800メートル地点で遺体となって発見された。同月8日札幌霊堂で銀行葬が行われた。